# 棲息地破壞

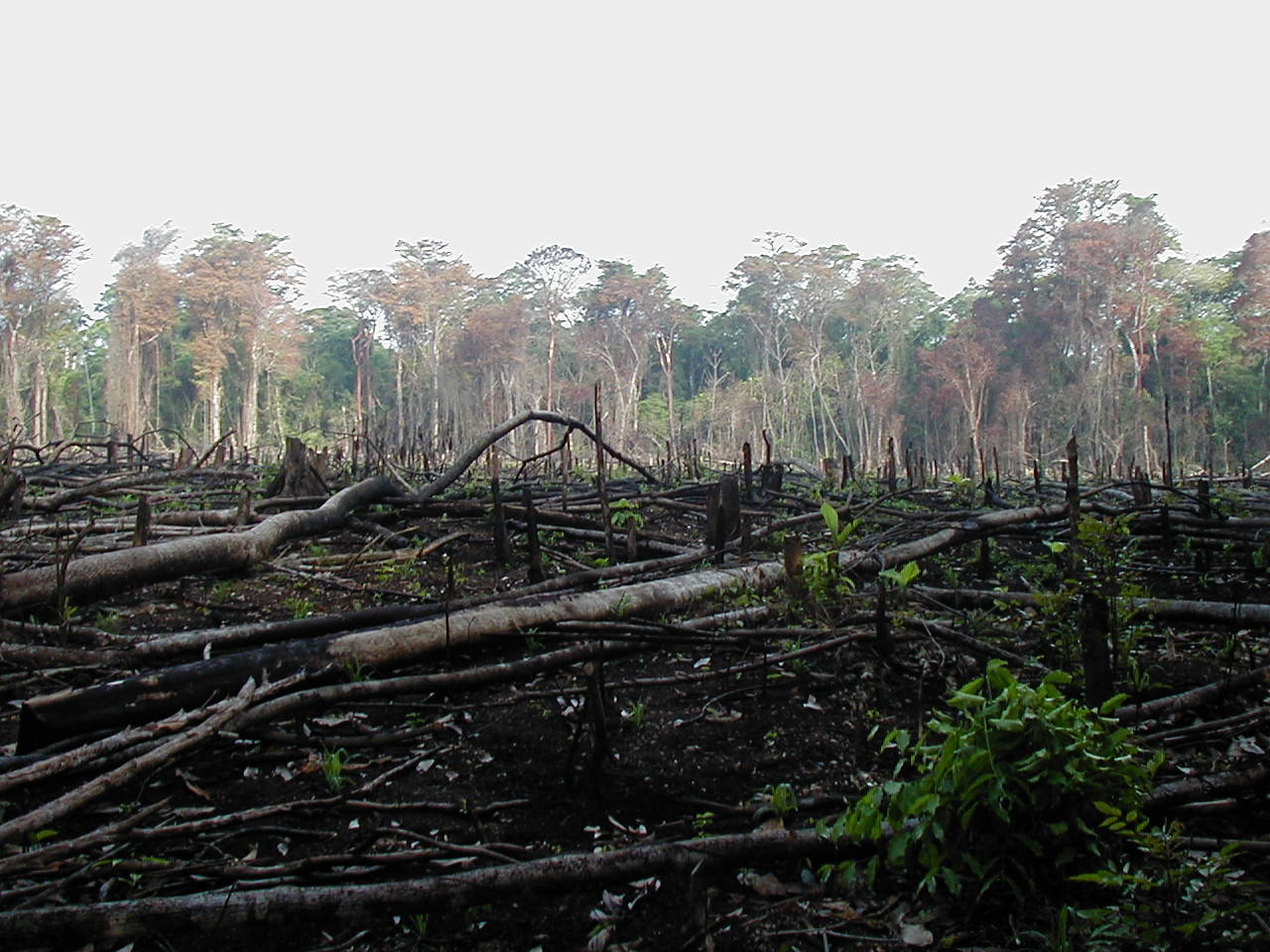
森林被燒燬成為農田

棲息地破壞是指自然棲息地無法維持現有物種，導致棲息地的生物流離失所或滅絕的過程，使生物多樣性下降。人類破壞棲息地普遍是為了獲取天然資源、工業生產和城市化，而清理棲息地則以發展、拖網和城市延伸。破壞棲息地是目前列為導致全球物種滅絕的頭號原因，是進化和保育生物學中的重要環境變化過程。其他破壞原因包括、地質活動、氣候變化、物種入侵、生態系統養分變化和人類活動。此外棲息地被破坏令棲息在这里的動物受伤害

## 對生物的影響
當棲息地被破壞，該處的生物承載量將會降低，使該處生長的植物、動物和其他生物的數量下降，甚至滅絕。棲息地破壞令生物多樣性下降，生物需要特定的生態環境生存，82％的瀕危鳥類的威脅是由於棲息地破壞。

## 地理

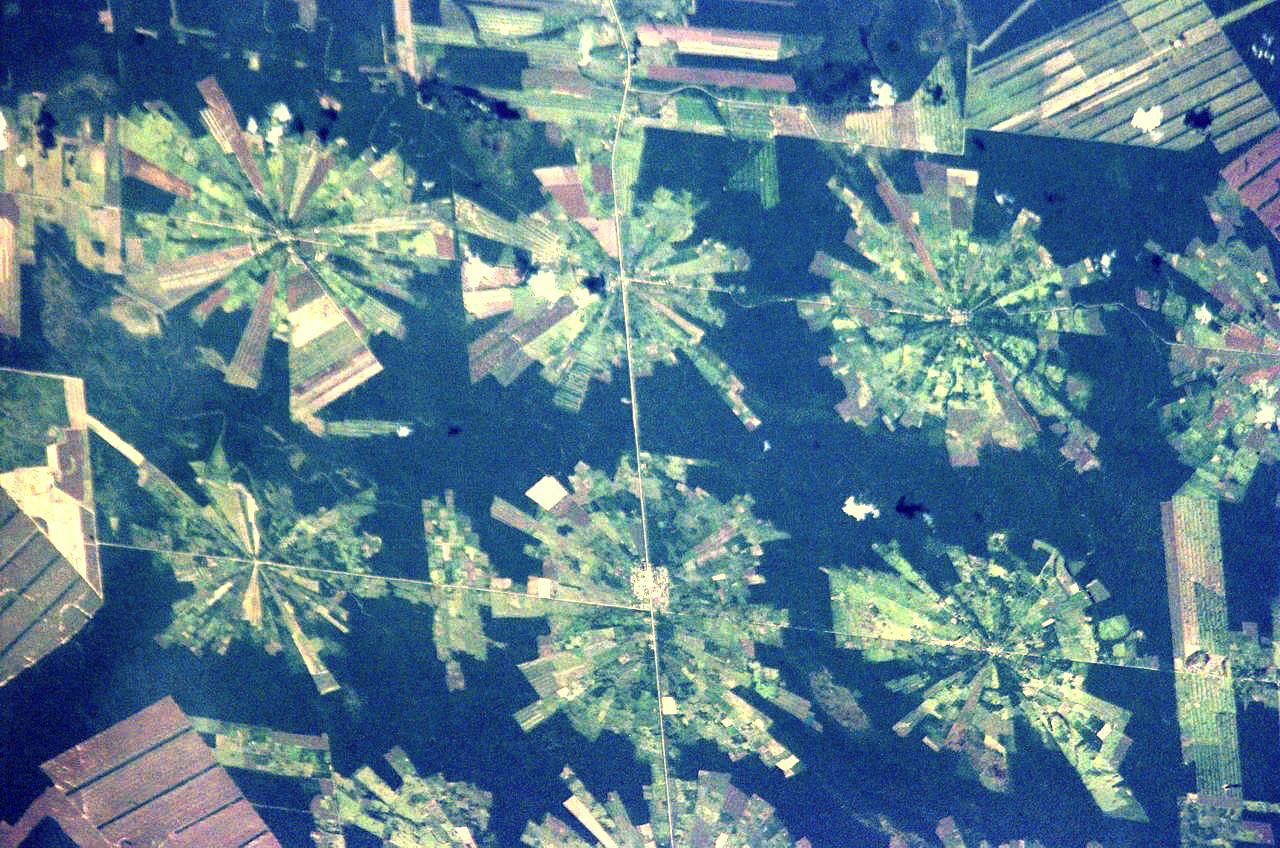
玻利維亞森林被砍伐中的衛星照片，原本乾燥的熱帶森林被用作種植大豆。

生物多樣性熱點是指地球上具有極多物種的地方，主要分佈於熱帶地區。生物多樣性熱點具有很多特有的物種，以種類數量計算，包含了世界一半以上的陸地物種。可是，這些熱點正嚴重地遭受棲息地破壞的威脅。島嶼棲息地破壞十分嚴重，當中包括新西蘭、馬達加斯加、菲律賓和日本。而中國、印度、馬來西亞、印度尼西亞、日本和許多西非國家，由於人口非常密集，使人類的生活空間和自然棲息地不斷競爭，令棲息地破壞。接近沿海城市的海洋也面臨著珊瑚礁退化，過度捕魚或其他海洋棲息地破壞的問題。在美國東部和中西部地區，不足25％的原生植被仍然存在。在整個歐洲，只有15％的土地面積能保持原野環境。